# Dunkle Energie
Als Dunkle Energie wird in der Kosmologie eine hypothetische Form der Energie bezeichnet. Die Dunkle Energie wurde als eine Verallgemeinerung der kosmologischen Konstanten eingeführt, um die beobachtete beschleunigte Expansion des Universums zu erklären. Der Begriff wurde 1998 von Michael S. Turner geprägt.
Die physikalische Interpretation der Dunklen Energie ist weitgehend ungeklärt und ihre Existenz ist experimentell nicht direkt nachgewiesen. Die gängigsten Modelle bringen sie mit Vakuumfluktuationen in Verbindung. Die physikalischen Eigenschaften der Dunklen Energie lassen sich durch großräumige Kartierung der Strukturen im Universum untersuchen, beispielsweise durch die Verteilung von Galaxien und Galaxienhaufen. Entsprechende astronomische Großprojekte befinden sich in Vorbereitung oder laufen bereits, wie im Falle des Weltraumteleskops Euclid.

## Beobachtung

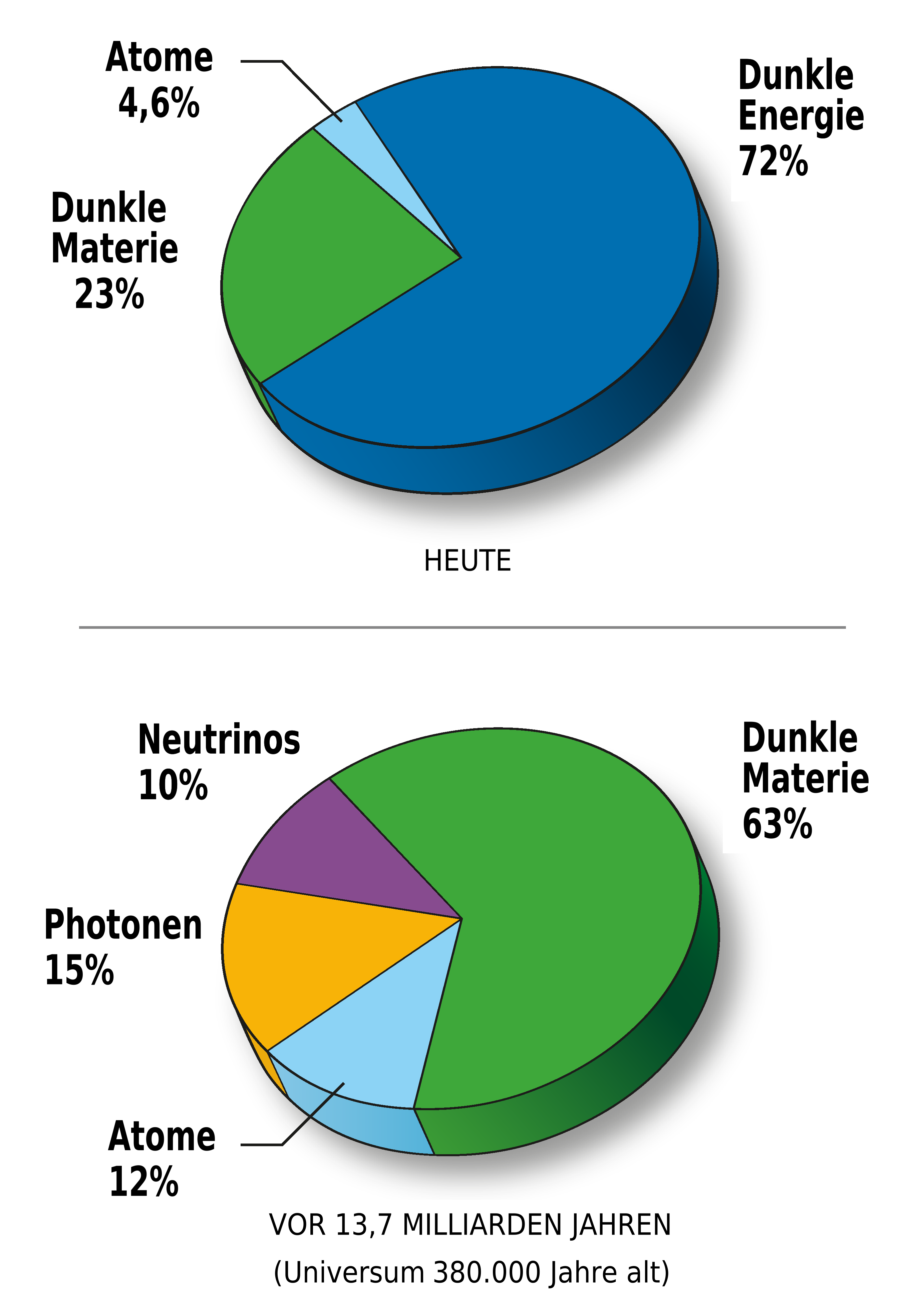
Materie- und Energie-Anteil des Universums zum jetzigen Zeitpunkt (oben) und zur Entkopplungszeit (unten), 380.000 Jahre nach dem Urknall. (Beobachtungen der WMAP-Mission u. a.). Die Bezeichnung „Atome“ steht für „normale Materie“.

Nachdem die Expansion des Universums durch die Beobachtung der Rotverschiebung der Galaxien als etabliert galt, wurden detailliertere Messungen durchgeführt, um die Geschwindigkeit der Expansion und ihre Veränderung über die Lebenszeit des Universums zu bestimmen. Traditionelle Modelle besagten, dass die Expansion aufgrund der Materie und der durch sie wirkenden Gravitation verlangsamt wird; Messungen sollten diese Verlangsamung quantifizieren.
Die Messungen, die im Wesentlichen auf Entfernungsbestimmungen weit entfernter Supernovae vom Typ Ia (SN I A) basierten, ergaben entgegen den Voraussagen, dass sich die Expansion nicht nur nicht verlangsamt, sondern schneller wird. Aus den Beobachtungsdaten ergab sich, dass vor ca. 6,1 Milliarden Jahren eine Umkehr der Expansion eintrat, und sich seither die relative Expansion beschleunigt (ä > 0), während sie bis zu diesem Zeitpunkt gebremst wurde (ä < 0). Diese unerwartete Beobachtung wird seither auf eine noch unbestimmte Dunkle Energie zurückgeführt. In den Modellen besteht das Universum zum gegenwärtigen Zeitpunkt, ca. 13,8 Milliarden Jahre nach dem Urknall, zu 68,3 % aus Dunkler Energie, 26,8 % aus Dunkler Materie und zu 4,9 % aus der sichtbaren, baryonischen Materie. Die Planck-Mission korrigierte 2019 dabei etwas die WMAP-Daten von 2012. In der Frühzeit des Universums, 380.000 Jahre nach dem Urknall, dem Zeitpunkt der Entkopplung der Elektronen von der Hintergrundstrahlung, war die Zusammensetzung noch wesentlich anders (siehe Diagramm rechts). Die Daten der Planck-Mission ergeben ganz unabhängig vom Projekt der Entfernungsbestimmung mit SN I A mit diesen konsistente Daten über den Anteil Dunkler Energie. Zum Zeitpunkt der Umkehr hoben sich die expandierende Wirkung der Dunklen Energie und die kontrahierende Wirkung der Gravitation genau auf. Nach dem Modell bedeutet dies, dass der Energieanteil der Dunklen Energie in der Hubble-Sphäre genau der Hälfte der Masse der Materie entsprach und somit genau einem Drittel der Gesamtenergie, da etwaige sehr geringe Krümmung und die Strahlung demgegenüber nicht ins Gewicht fallen.
{\displaystyle \Omega _{\Lambda }=\Omega _{m}/2=1/3}
Die Existenz einer Dunklen Energie könnte auch eine Erklärung für die Flachheit des Universums sein. Es ist bekannt, dass die normale Materie nicht ausreicht, um dem Universum eine flache, das heißt im Wesentlichen euklidische, Geometrie zu geben; sie stellt nur 2–5 % der notwendigen Masse. Aus Beobachtungen der gravitativen Anziehung zwischen den Galaxien ergibt sich zwar, dass Dunkle Materie vorhanden sein muss, die allerdings auch nur maximal 30 % der erforderlichen Materie sein kann. Daher ergibt es sich, dass die Dunkle Energie heutzutage mit knapp 70 % zur Gesamtmasse im Universum beiträgt.
Aus den Messdaten ergeben sich folgende Werte für die Kosmologische Konstante Λ, und mit der Einsteinkonstante κ ihre Dichte, ihr Druck und ihr heutiger Dichteparameter:
{\displaystyle \Lambda =1{,}088\cdot 10^{-52}\,1/{\text{m}}^{2}}
{\displaystyle \rho _{\Lambda }=\Lambda /\kappa =5{,}83\cdot 10^{-27}\,{\text{kg/m}}^{3}}
{\displaystyle p_{\Lambda }=-c^{2}\rho _{\Lambda }=-5{,}239\cdot 10^{-10}\,{\text{Pa}}}
{\displaystyle \Omega _{\Lambda }=0,685.}

## Theoretischer Hintergrund
Die akzeptierte Theorie zur großräumigen Entwicklung des Kosmos ist die allgemeine Relativitätstheorie (ART). In der Diskussion um die Expansion oder Kontraktion des Universums bewirkt die Materie durch ihre Gravitationswirkung eine Verlangsamung der Expansion; die kosmologische Konstante (sofern sie positiv ist) beschreibt dagegen eine beschleunigte Expansion und, sofern sie auf großen Skalen gegenüber der Krümmung dominiert, ein flaches Universum.
Die beobachtete Beschleunigung der Expansionsbewegung bedeutet, dass eine Beschreibung durch die kosmologische Konstante sinnvoll ist. Zuvor war sie nur eine Ad-hoc-Konstruktion, die bei der heuristischen Ableitung der einsteinschen Feldgleichungen nicht ausgeschlossen werden konnte.
Eines der ersten kosmologischen Modelle, das auf Albert Einstein zurückgeht, beschreibt ein statisches, nicht expandierendes Universum. Im Rahmen dieses Modells besitzt die kosmologische Konstante einen Wert ungleich null. Die kosmologische Konstante entspricht einer Energie des Vakuums, die der Gravitation der im Universum enthaltenen Materie entgegenwirkt. Nachdem entdeckt wurde, dass das Universum nicht statisch ist, sondern expandiert, ging auch Einstein dazu über, die kosmologische Konstante gleich null zu setzen. Dennoch wurden in der Literatur auch weiterhin Modelle diskutiert, in denen die kosmologische Konstante einen von null verschiedenen Wert besitzt, beispielsweise im Lemaitre-Universum (Inflexionsmodell).
Ein weiteres Problem war, dass die Annahme einer Vakuumenergie in der Quantenfeldtheorie Beiträge zum Energie-Impuls-Tensor lieferte, die einem außerordentlich hohen Wert der kosmologischen Konstante entsprachen, was nicht beobachtet wurde (Problem der kosmologischen Konstante).

## Erklärungsversuche
Über die genaue Natur der Dunklen Energie kann derzeit nur spekuliert werden. Die einfachste Lösung ist, einen geeigneten Wert einer kosmologischen Konstanten zu postulieren und als gegebene und grundlegende Eigenschaft des Universums hinzunehmen.
Ein Vorschlag ist, die Dunkle Energie als Vakuumenergie des „leeren Raumes“, die in der Quantenfeldtheorie auftritt, zu verstehen. Da mit der Expansion des Universums der Raum zunimmt, wächst auch die Vakuumenergie und beschleunigt die Expansion. Dies ist die gegenwärtig bevorzugte Erklärung. Allerdings gibt es bislang (2020) keine überzeugenden quantitativen Herleitungen.
Eine theoretische Berechnung der Vakuumenergie auf der Überlegung basierend, dass es sich dabei um Quantenfluktuationen handelt, ist bisher nicht gelungen und endet gemäß den üblichen Überlegungen in der sogenannten Vakuumkatastrophe, weil die Berechnung um 122 Größenordnungen vom Messwert abweicht. Die Vakuumenergie soll nach dieser Theorie einen negativen Druck bewirken, der gemäß der allgemeinen Relativitätstheorie dann wie eine negative Energie gravitativ abstoßend wirkt. Da die Quantenfluktuationen des Vakuums keine ungerichtete Bewegung wie Staub oder Gas ausüben, errechnet sich dieser negative Druck mit einem Faktor von {\displaystyle w=-1} statt wie bei Gas üblich {\displaystyle w=1/3}. Hierdurch ergibt sich eine dreifach so stark abstoßende wie anziehende gravitative Wirkung.
Alternativ wird Dunkle Energie als die Wirkung eines zeitlich veränderlichen Skalarfeldes, Quintessenz genannt, angesehen. Die Fluktuationen eines solchen Feldes breiten sich typischerweise fast mit Lichtgeschwindigkeit aus. Aus diesem Grund neigt ein solches Feld auch nicht zu gravitativem Klumpen: Die Fluktuationen in überdichten Regionen strömen sehr schnell in unterdichte Regionen und führen so zu einer praktisch homogenen Verteilung.
Die Elementarteilchen, die man einem solchen Skalarfeld zuschreibt, wären überaus leicht (ungefähr 10−82 Elektronenmassen) und dürften, von der Gravitation abgesehen, praktisch nicht mit normaler (baryonischer) Materie wechselwirken.
Weitere Erklärungsversuche umfassen beispielsweise „Generic objects of dark energy“ (GEODEs) – kompakte Objekte, die den Anschein Schwarzer Löcher haben, aber aus Dunkler Energie bestehen würden. 2020 wurde hierzu eine Theorie formalisiert, nachdem sie in den 1960er Jahren erstmals vorgeschlagen wurden. Diese Objekte würden nach dem Kollaps sehr früher, großer Sterne entstanden sein, könnten sich gegenseitig abstoßen und überall in den intergalaktischen Voids verteilt sein.
Unabhängig von der Dunklen Energie gibt es die Dunkle Materie, die nicht mit dieser zu verwechseln ist. Ihre Herkunft ist ebenfalls unbekannt. Sie sorgt zum Beispiel für die Stabilität von Galaxien etwa bei Kollisionen untereinander oder bei ihrer Rotation.

## Inflation
Dunkle Energie und die damit verbundenen Felder sind ebenfalls eine denkbare Ursache der Inflation in der Frühzeit des Kosmos. Allerdings ist unklar, ob zwischen einer derartigen Dunklen Energie und derjenigen, die für die derzeit beobachtete Expansion vorgeschlagen wird, ein Zusammenhang besteht.

## Aktuelle Forschungsprojekte
- Forschungsprogramme mit terrestrischen Teleskopen werden unter anderem mit der Hyper Suprime-Cam des Subaru-Teleskops und im Rahmen des Dark Energy Survey mit der DECam des Victor-M.-Blanco-Teleskops durchgeführt.[9][10][11][12]
- Spektr-RG ist ein russisch-deutsches Weltraumobservatorium und ein Forschungsprojekt der Röntgenastronomie, das am 13. Juli 2019[13] gestartet wurde. Das Hauptinstrument ist das vom Max-Planck-Institut für extraterrestrische Physik entwickelte eROSITA. Mit den geplanten Experimenten hoffen die Forscher, der Natur der Dunklen Energie auf die Spur zu kommen.[14]
- Das Weltraumteleskop Euclid startete am 1. Juli 2023[15][16].